# M营 (国家安全义勇军)

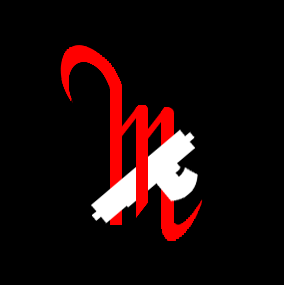
M营徽标

M营（意大利語：Battaglioni M）是第二次世界大战期间的黑衫軍中的一支特種部隊单位，其名称中的“M”代表贝尼托·墨索里尼。1941年10月，M营诞生。卡西比爾停戰協定簽訂後，大部分原部隊士兵被国民共和国卫队接收。